# Косово на Летњим олимпијским играма 2020.
Косово је учествовало на Летњим олимпијским играма 2020. које су одржане у Токију (Јапан) од 23. јула до 8 августа 2021. године. Ово је било њихово друго узастопно учешће на ЛОИ учешће након што је Олимпијски комитет Косова постао пуноправни члан Међународног олимпијског комитета у децембру 2014. године.
Закључно са крајем јуна 2021. Косовски олимпијски комитет има загарантованих 9 учесничких квота у 5 спортова.

## Учесници по спортовима
| Спорт      | Мушкарци | Жене | Укупно |
| ---------- | -------- | ---- | ------ |
| Атлетика   | 1        | 0    | 1      |
| Бокс       | 0        | 1    | 1      |
| Рвање      | 1        | 0    | 1      |
| Стрељаштво | 1        | 0    | 1      |
| Џудо       | 1        | 4    | 5      |
| 5 спортова | 4        | 5    | 9      |

## Атлетика
Косовски олимпијски комитет је одлуком ИААФ добио једну учесничку квоту на основу одлуке о прерасподели квота.
| Атлетичар    | Дисциплина | Квалификације | Квалификације | Полуфинале | Полуфинале | Финале   | Финале  |
| Атлетичар    | Дисциплина | Резултат      | Пласман       | Резултат   | Пласман    | Резултат | Пласман |
| ------------ | ---------- | ------------- | ------------- | ---------- | ---------- | -------- | ------- |
| Муса Хајдари | 800 м      |               |               |            |            |          |         |

## Бокс
Космету је припала једна учесничка квота у боксу након захваљујући специјалној позивници Светске боксерске федерације. 
Жене
| Боксер        | Дисциплина | прво коло           | друго коло          | четвртфинале        | полуфинале          | финале              | финале  |
| Боксер        | Дисциплина | Противница Резултат | Противница Резултат | Противница Резултат | Противница Резултат | Противница Резултат | Пласман |
| ------------- | ---------- | ------------------- | ------------------- | ------------------- | ------------------- | ------------------- | ------- |
| Доњета Садику | до 57 кг   |                     |                     |                     |                     |                     |         |

## Рвање
Рвачки савез Косова је по први пут квалификовао једног рвача у слободном стилу, категорија до 125 кг, по одлуци Светске рвачке федерације, након што су двојица рвача са обезбеђеном квотом дисквалификовани због позитивног теста на допинг.
Слободни стил
| Рвач       | Категорија | Прво коло          | Четвртфинале       | Полуфинале         | Репесаж            | Финале/ БзБ        | Финале/ БзБ |
| Рвач       | Категорија | Противник Резултат | Противник Резултат | Противник Резултат | Противник Резултат | Противник Резултат | Пласман     |
| ---------- | ---------- | ------------------ | ------------------ | ------------------ | ------------------ | ------------------ | ----------- |
| Егзон Шаља | до 125 кг  |                    |                    |                    |                    |                    |             |

## Стрељаштво
Олимпијски комитет Космета је захваљујући специјалној позивници квалификовао једног такмичара у стрељаштву.
| Такмичар        | Дисциплина          | Квалификације | Квалификације | Финале | Финале  |
| Такмичар        | Дисциплина          | Бодови        | Пласман       | Бодови | Пласман |
| --------------- | ------------------- | ------------- | ------------- | ------ | ------- |
| Дриљон Ибрахими | ваздушна пушка 10 м |               |               |        |         |

## Џудо
Косовски спортисти су изборили 5 директних учесничких квота на основу пласмана на квалификационој ранг листи Светске џудо федерације.
Мушкарци
| Џудока      | Дисциплина | Прво коло          | Друго коло         | Четвртфинала       | Полуфинала         | Репесаж            | Финала / БМ        | Пласман |
| Џудока      | Дисциплина | Противник/резултат | Противник/резултат | Противник/резултат | Противник/резултат | Противник/резултат | Противник/резултат | Пласман |
| ----------- | ---------- | ------------------ | ------------------ | ------------------ | ------------------ | ------------------ | ------------------ | ------- |
| Акил Ђакова | до 73 кг   |                    |                    |                    |                    |                    |                    |         |

Жене
| Џудока             | Дисциплина | Прво коло          | Друго коло         | Четвртфинала       | Полуфинала         | Репесаж            | Финала / БМ        | Пласман |
| Џудока             | Дисциплина | Противник/резултат | Противник/резултат | Противник/резултат | Противник/резултат | Противник/резултат | Противник/резултат | Пласман |
| ------------------ | ---------- | ------------------ | ------------------ | ------------------ | ------------------ | ------------------ | ------------------ | ------- |
| Дистрија Краснићи  | до 48 кг   |                    |                    |                    |                    |                    |                    |         |
| Мајљинда Келљменди | до 52 кг   |                    |                    |                    |                    |                    |                    |         |
| Нора Ђакова        | до 57 кг   |                    |                    |                    |                    |                    |                    |         |
| Лоријана Кука      | до 78 кг   |                    |                    |                    |                    |                    |                    |         |